# Seznam zápasů ekvádorské fotbalové reprezentace na MS
Ekvádorská fotbalová reprezentace byla celkem 4x na mistrovstvích světa ve fotbale a to v roce 2002, 2006, 2014, 2022.
- Aktualizace po MS 2022 - Počet utkání - 12 - Vítězství - 5x - Remízy - 2x - Prohry - 5x

| Číslo | Soupeř     | Výsledek | MS      | Fáze turnaje       | Góly Ekvádoru                                  |
| ----- | ---------- | -------- | ------- | ------------------ | ---------------------------------------------- |
| 1.    | Itálie     | 0 – 2    | MS 2002 | základní skupina G | Ne                                             |
| 2.    | Mexiko     | 1 – 2    | MS 2002 | základní skupina G | Agustín Delgado                                |
| 3.    | Chorvatsko | 1 – 0    | MS 2002 | základní skupina G | Edison Méndez                                  |
| 4.    | Polsko     | 2 – 0    | MS 2006 | základní skupina A | Carlos Tenorio, Agustín Delgado                |
| 5.    | Kostarika  | 3 – 0    | MS 2006 | základní skupina A | Carlos Tenorio, Agustín Delgado, Iván Kaviedes |
| 6.    | Anglie     | 0 – 1    | MS 2006 | osmifinále         | Ne                                             |
| 7.    | Švýcarsko  | 1 – 2    | MS 2014 | základní skupina E | Enner Valencia                                 |
| 8.    | Honduras   | 2 – 1    | MS 2014 | základní skupina E | Enner Valencia (2)                             |
| 9.    | Francie    | 0 – 0    | MS 2014 | základní skupina E | Ne                                             |
| 10.   | Katar      | 2 – 0    | MS 2022 | základní skupina A | Enner Valencia (2)                             |
| 11.   | Nizozemsko | 1 – 1    | MS 2022 | základní skupina A | Enner Valencia                                 |
| 12.   | Senegal    | 1 – 2    | MS 2022 | základní skupina A | Moisés Caicedo                                 |